# Karl Adolph
Karl Adolph (* 19. Mai 1869 in Wien; † 22. November 1931 ebenda) war ein österreichischer Schriftsteller.

## Leben
Adolph wurde als Sohn eines Malergehilfen geboren und wuchs in ärmlichen Verhältnissen in der Wiener Vorstadt auf. Er arbeitete zunächst ebenfalls als Malergehilfe und war ab 1901 als Kanzleigehilfe in der Verwaltung des Wiener Allgemeinen Krankenhauses tätig, wo er es bis zum Adjunkt brachte. Mit Schackerl erzielte er 1912 seinen ersten literarischen Erfolg. Daneben war er ständiger Mitarbeiter der Wiener Arbeiter-Zeitung, die viele seiner Werke veröffentlichte. Gegen Ende seines Lebens schränkten gesundheitliche Probleme zunehmend sein literarisches Schaffen ein.

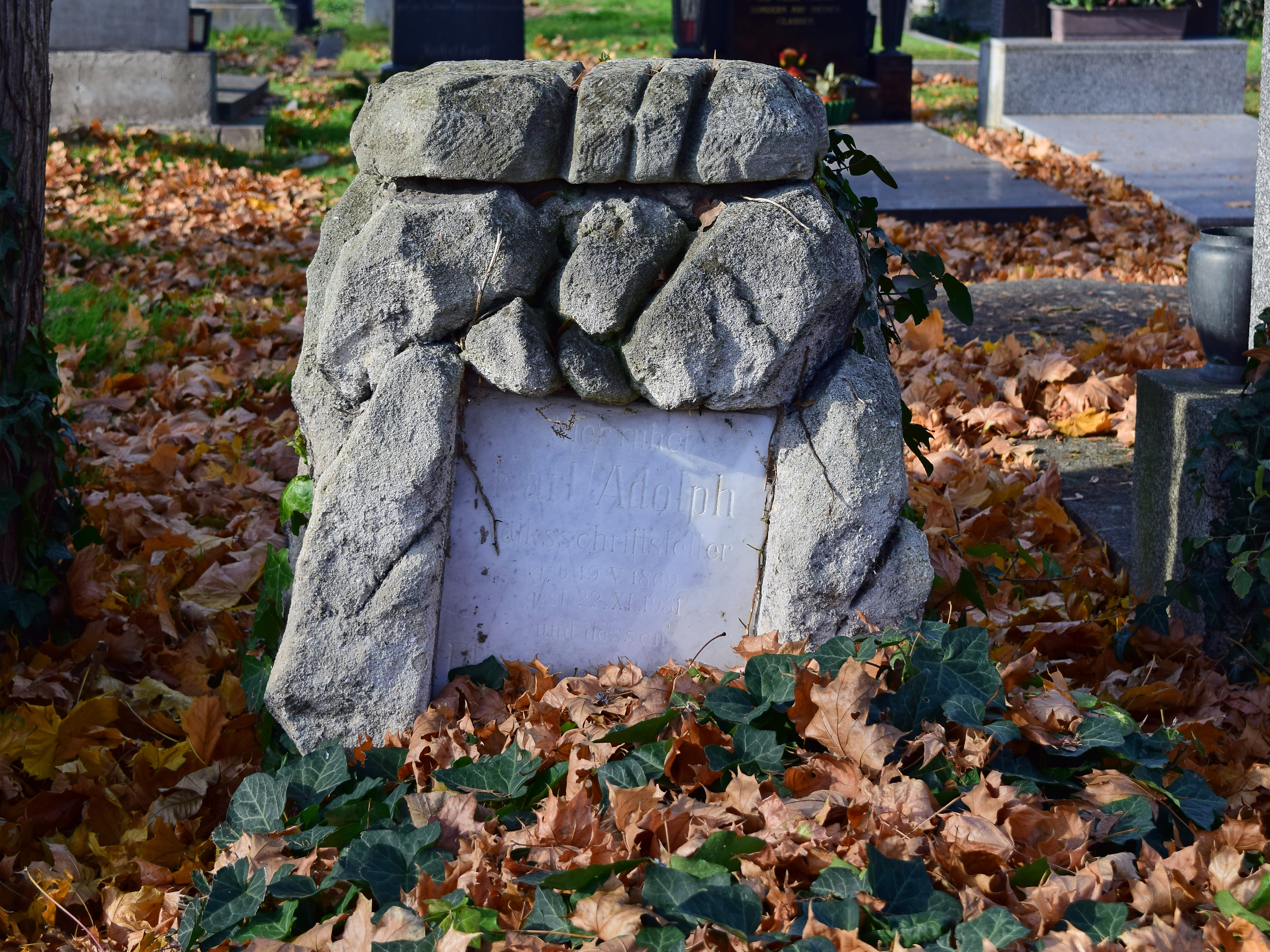
Ehrengrab von Karl Adolph auf dem Wiener Zentralfriedhof

Karl Adolph schilderte in Romanen und Skizzen das Leben von Proletariern und Kleinbürgern der Wiener Vorstädte in naturalistischer Darstellung. Mit seinen literarischen Werken wollte er in erster Linie Menschen aller sozialen Schichten unterhalten, ohne dabei auf übertriebene Gewalt und Sentimentalität zurückgreifen zu müssen. 1914 erhielt er den Bauernfeld-Preis.
Karl Adolph erhielt ein Ehrengrab auf dem Wiener Zentralfriedhof (Gruppe 62B, Reihe 25, Nummer 10). Direkt neben ihm ist die wenige Monate zuvor verstorbene Malerin Franziska Zach bestattet, deren Grab inzwischen aufgelassen wurde.

## Werke
- Lyrisches. (1897)[2]
- Haus Nr. 37. (1908)
- Schackerl (1912)
- Töchter (1914)
- Am 1. Mai (Tragikomödie, 1919)
- Von früher und heute (1924)
- Gesammelte Werke. Aristoteles Media 2014. (Elektronische Ausgabe. Enthält: Haus Nummer 37; Schackerl; Töchter; Am 1. Mai.)